# Saint-Pierre-d'Entremont (Isèra)
Saint-Pierre-d'Entremont és un municipi francès situat al departament de la Isèra i a la regió d'Alvèrnia-Roine-Alps. L'any 2007 tenia 565 habitants.

## Demografia

### Població
El 2007 la població de fet de Saint-Pierre-d'Entremont era de 565 persones. Hi havia 248 famílies de les quals 76 eren unipersonals (52 homes vivint sols i 24 dones vivint soles), 80 parelles sense fills, 68 parelles amb fills i 24 famílies monoparentals amb fills.
La població ha evolucionat segons el següent gràfic:
Habitants censats

### Habitatges
El 2007 hi havia 525 habitatges, 253 eren l'habitatge principal de la família, 260 eren segones residències i 12 estaven desocupats. 449 eren cases i 72 eren apartaments. Dels 253 habitatges principals, 191 estaven ocupats pels seus propietaris, 58 estaven llogats i ocupats pels llogaters i 4 estaven cedits a títol gratuït; 4 tenien una cambra, 22 en tenien dues, 28 en tenien tres, 57 en tenien quatre i 142 en tenien cinc o més. 175 habitatges disposaven pel capbaix d'una plaça de pàrquing. A 113 habitatges hi havia un automòbil i a 111 n'hi havia dos o més.

### Piràmide de població
La piràmide de població per edats i sexe el 2009 era:
| Homes | Edats   | Dones |
| ----- | ------- | ----- |
| 0     | 95 o +  | 4     |
| 0     | 90 a 94 | 4     |
| 0     | 85 a 89 | 8     |
| 0     | 80 a 84 | 0     |
| 8     | 75 a 79 | 20    |
| 16    | 70 a 74 | 8     |
| 16    | 65 a 69 | 28    |
| 0     | 60 a 64 | 8     |
| 8     | 55 a 59 | 8     |
| 16    | 50 a 54 | 8     |
| 0     | 45 a 49 | 8     |
| 20    | 40 a 44 | 4     |
| 40    | 35 a 39 | 24    |
| 16    | 30 a 34 | 24    |
| 12    | 25 a 29 | 12    |
| 20    | 20 a 24 | 0     |
| 16    | 15 a 19 | 12    |
| 20    | 10 a 14 | 8     |
| 16    | 5 a 9   | 16    |
| 12    | 0 a 4   | 12    |

## Economia
El 2007 la població en edat de treballar era de 339 persones, 268 eren actives i 71 eren inactives. De les 268 persones actives 254 estaven ocupades (153 homes i 101 dones) i 14 estaven aturades (6 homes i 8 dones). De les 71 persones inactives 41 estaven jubilades, 15 estaven estudiant i 15 estaven classificades com a «altres inactius».

### Ingressos
El 2009 a Saint-Pierre-d'Entremont hi havia 254 unitats fiscals que integraven 580 persones, la mediana anual d'ingressos fiscals per persona era de 17.406 €.

### Activitats econòmiques
Dels 39 establiments que hi havia el 2007, 1 era d'una empresa extractiva, 6 d'empreses de fabricació d'altres productes industrials, 8 d'empreses de construcció, 3 d'empreses de comerç i reparació d'automòbils, 8 d'empreses d'hostatgeria i restauració, 1 d'una empresa d'informació i comunicació, 4 d'empreses immobiliàries, 4 d'empreses de serveis, 3 d'entitats de l'administració pública i 1 d'una empresa classificada com a «altres activitats de serveis».
Dels 12 establiments de servei als particulars que hi havia el 2009, 1 era un taller de reparació d'automòbils i de material agrícola, 1 paleta, 4 fusteries, 2 lampisteries, 1 electricista, 2 restaurants i 1 agència immobiliària.
Dels 2 establiments comercials que hi havia el 2009, 1 era una botiga de menys de 120 m² i 1 una carnisseria.
L'any 2000 a Saint-Pierre-d'Entremont hi havia 4 explotacions agrícoles.

## Poblacions més properes
El següent diagrama mostra les poblacions més properes.